# سیاست در مراکش

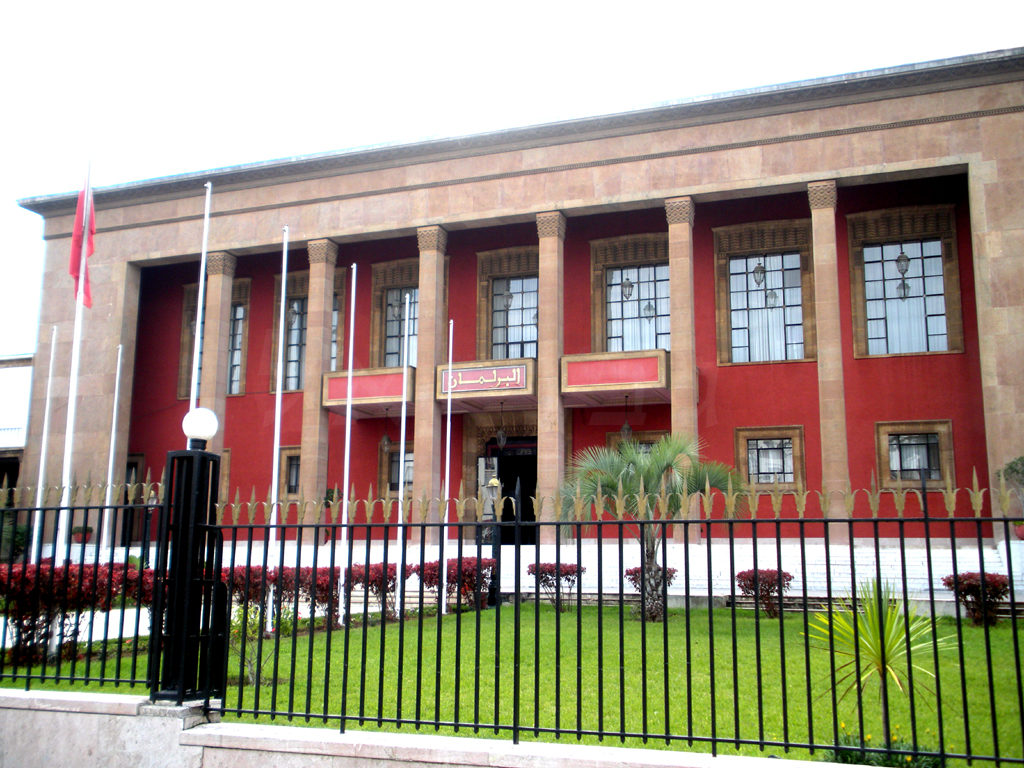
پارلمان مراکش

## قانون اساسی
- پس از استقلال مراکش (۳ مارس ۱۹۵۶)، نخستین قانون اساسی کشور در دسامبر ۱۹۶۲، با برگزاری رفراندوم به تصویب رسید. مطابق این قانون اساسی پادشاه بالاترین مرجع چه از نظر سیاسی و چه از نظر مذهبی قلمداد می‌شود. پادشاهی مراکش حدود ۱۲ قرن عمر دارد و از ابتدا نیز با مذهب آمیخته بوده‌است. در واقع قانون اساسی مذکور در خصوص مرجعیت سیاسی _ مذهبی پادشاه آنچه را که قبلاً وجود داشت در قالب قانون درآورد. قانون اساسی مراکش در مقاطع سال‌های ۹۶، ۹۲، ۸۰، ۷۲، ۷۰ در معرض جرح و تعدیل قرار گرفته‌است که مهم‌ترین تغییر آن مربوط به سال ۱۹۹۶ است که پارلمان مراکش دو مجلسی گردید. قانون اساسی کنونی (در همه‌پرسی مورخ ۱۳ سپتامبر ۱۹۹۶ به تصویب رسید) قانون اساسی کنونی دارای یک دیباچه و صد و هشت اصل می‌باشد که در سیزده بخش تنظیم گردیده‌است. مطابق اصل یکم مراکش دارای نظام پادشاهی مشروطه، دمکراتیک و اجتماعی و مطابق اصل دوم، حاکمیت از آن مردم می‌باشد.

## پادشاهی
- در قانون اساسی، الله - وطن - ملک جزو مقدسات محسوب شده و

پادشاه ضمن مقدس بودن از قدرت بسیاری برخوردار است. پادشاه، نماینده عالی ملت و مظهر وحدت ملت است که بر اجرای اسلام و قانون اساسی نظارت دارد. وی قادر است بدون توجه به اینکه که چه حزبی بیشترین کرسی‌های پارلمان را در اختیار دارد، نخست وزیر را تعیین کند و بر اساس پیشنهاد نخست وزیر، دیگر کابینه دولت مراکش را نیز تعیین می‌نماید و می‌تواند به مأموریت وزرا و دولت خاتمه دهد. شاه بر شورای وزیران ریاست دارد و می‌تواند هر دو مجلس پارلمان یا یکی از آن‌ها را پس از مشورت با رؤسای آن‌ها منحل نماید. مصوبات مجلس ظرف سی روز به توشیح وی درمی آید. شاه فرمانده نیروهای مسلح است و ریاست عالی شورای قضات، شورای عالی آموزش و شورای عالی توسعه ملی و برنامه را داراست. پادشاه کنونی مراکش ملک محمد ششم (متولد ۱۹۶۳ م) می‌باشد که پس از درگذشت ملک حسن دوم از بیست و سوم ژوئیه ۱۹۹۹ به تخت سلطنت نشسته‌است. خاندان سلطنتی از سادات علوی بوده و شجره ملک محمد ششم با سی و شش واسطه به فاطمه می‌رسد.

## قوه قضائیه
- قوه قضائیه مستقل از قوای دیگر بوده و احکام دادگاه‌های آن به نام پادشاه صادر و اجرا می‌گردد. پادشاه در رأس شورای عالی قضائی قرار دارد شورای قضائی علاوه بر پادشاه (به‌عنوان رئیس شورا) متشکل است از: وزیر دادگستری، رئیس اول دیوان عالی کشور، دادستان عمومی، رئیس شعبه دیوان عالی کشور، دو نماینده از قضات دادگاه‌های پژوهش و چهار نماینده از دادگاه‌های بدوی. پادشاه علاوه بر تعیین رئیس دیوان عالی کشور مطابق فرمانی و با پیشنهاد شورای عالی قضائی، قضات را نیز انتخاب می‌کند. نظام قضائی عبارت است از: دیوانعالی (مجلس الاعلی)، دادگاه‌های استیناف، دادگاه‌های بدوی، دادگاه‌های منطقه‌ای، دادگاه‌های کار، دادگاه‌های تجاری و دادگاه عالی تجارت.

یکی از تحولات مهم حقوق بشری مغرب تصویب قانون خانواده و دادگاه عدل و سازش بود که تحسین غرب را برانگیخت.
ه - تقسیمات کشوری: مطابق آخرین تقسیمات کشوری و در راستای نوعی تمرکززدایی، مراکش با احتساب صحرای غربی (که شامل مناطق یک و دو و بخش‌هایی از منطقه سه می‌باشد) به شانزده منطقه تقسیم شده‌است.

## پارلمان
- پارلمان مراکش از دو مجلس نمایندگان و مشاوران تشکیل شده‌است. اعضای مجلس نمایندگان ۳۲۵ نفر و برای مدت ۵ سال انتخاب می‌شوند. در انتخابات سپتامبر ۲۰۰۲ برای اولین بار ۳۰ نماینده زن از سراسر کشور انتخاب شدند. مجلس مستشاران (سنا) نیز دارای ۲۷۰ عضو می‌باشد که برای مدت ۹ سال انتخاب می‌شوند.

اما هر سه سال یک سوم نمایندگان تغییر می‌کنند. شیوه انتخاب آن‌ها به صورت غیر مستقیم می‌باشد. جلسات مجلس معمولاً علنی می‌باشد و گزارش کامل آن در بولتن رسمی منتشر می‌گردد.
در ترکیب مجلس فعلی، سه حزب «اتحادیه سوسیالیستی»، «استقلال» و «عدالت و توسعه» به ترتیب بیشترین کرسی‌های مجلس نمایندگان را بخود اختصاص داده‌اند. شاه بر خلاف پیش‌بینی، به جای انتخاب نخست وزیر از حزب دارای اکثریت پارلمان، آقای ادریس جطو که تکنوکراتی غیر حزبی می‌باشد، را به‌ عنوان نخست وزیر تعیین نمود.
پارلمان مراکش
۲۷۰ نفر مجلس مشاورین
۳۲۵ نفر مجلس نمایندگان

## احزاب قانونی و رسمی
- مطابق اصل سوم قانون اساسی مصوب ۱۹۹۶ میلادی، احزاب سیاسی، سازمان‌های سندیکائی، مجتمعات محلی و اتاق‌های صنفی در سازمان دهی و نمایندگی شهروندان مشارکت دارند و تک حزبی نیز غیرقانونی است.

احزاب مخالف سنتی در جبهه‌ای تحت عنوانی «کتله» به فعالیت می‌پردازند که مرکب از چهار حزب استقلال (PI)، اتحاد سوسیالیست نیروهای خلقی (USFP)، حزب ترقی و سوسیالیسم (PPS) و سازمان اقدام دموکرات و خلقی (OADP) می‌باشند. احزاب موافق نیز در جبهه‌ای دیگر تحت عنوان «وفاق» به فعالیت مشغولند. حزب اتحاد برای قانون اساسی (UC) و جنبش (مردمی) خلق (MP) از جمله این احزابند.
برخی دیگر از احزاب موجود عبارت‌اند از: تجمع ملی (آزادگان) مستقل‌ها (RNI)، جنبش دموکراتیک و اجتماعی (MDS)، جنبش ملی مردمی (MNP)، حزب عدالت و توسعه (PJD)، حزب سوسیالیست دموکراتیک (PSD)، حزب جبهه نیروهای دموکراتیک (FFD)، حزب اقدام (PA)، حزب دموکراتیک استقلال (PDI)، حزب ملی دموکرات (PND)، اتحاد دموکراتیک (UD)، حزب العهد (AL AHD)، منشور آزادی‌ها (ADL)، حزب اصلاح و توسعه (PRD)

## عضویت در سازمان‌های منطقه‌ای و بین و المللی
- مراکش در سازمان‌های بین‌المللی و منطقه‌ای متعددی عضویت دارد که مهم‌ترین آن‌ها عبارت‌اند از: سازمان ملل متحد، سازمان وحدت آفریقا (تعلیق عضویت۱۹۸۴)، اتحادیه عرب، سازمان کنفرانس اسلامی، اتحادیه مغرب عربی، جنبش غیرمتعهدها، سازمان تجارت جهانی. مراکش از بنیان‌گذاران سازمان کنفرانس اسلامی و صندوق حمایت از قدس است. مقر آیسسکو سازمان علمی فرهنگی یکی از سازمان‌های وابسته به کنفرانس اسلامی در رباط می‌باشد. ۵۷ کشور اسلامی از جمله ایران عضو این سازمان می‌باشند.
- مراکش و سازمان‌های بین‌المللی

ABEDA , ACCT, AfDB, AFESD, AMF , AMU , بانک اروپایی بازسازی و توسعه، فائو، G-77, IAEA, بانک بین‌المللی بازسازی و توسعه، ICAO , ICC , ICCt (signatory), ICFTU, ICRM, IDA, IDB, IFAD, IFC, IFRCS, IHO, ILO, IMF, IMO , پلیس بین‌الملل، IOC, IOM, IPU, ISO, ITU, LAS, MIGA, MINUSTAH, MONUC, NAM, OAS (observer), سازمان همکاری اسلامی، OIF, OPCW, OSCE (partner), PCA, سازمان ملل متحد، UNCTAD, یونسکو، کمیساریای عالی سازمان ملل برای پناهندگان، UNIDO, UNITAR, UNOCI, UPU, WCL, WCO, WHO, WIPO, WMO, WToO, WTO

## روابط مراکش و ایران
در دوره داریوش سوم یک ناو ایرانی بسوی مغرب و سواحل سنگال فعلی مسافرت نموده و پس از آن نیز گزارش‌هایی از سفر ایرانی‌ها به این منطقه وجود دارد گروهی از ایرانیان بعد از اسلام به این منطقه مهاجرت کرده‌اند و سلسله رستمیان را تأسیس کرده‌اند در خصوص ریشه آمازیغ و بربرها نیز یک احتمال بر ریشه‌های پارسی آن‌ها که از طریق عمان و اردن به شمال آفریقا آمده باشند وجود دارد. ابن بطوطه در سفر به ایران و آسیای میانه و حتی چین از زبان فارسی برای تکلم استفاده می‌کرده‌است. پس از استقلال مراکش، روابط سیاسی دو کشور در سال ۱۳۳۶ خورشیدی آغاز و سفارت ایران در رباط تأسیس گردید و روابط دوستانه‌ای میان شاه ایران و مراکش وجود داشت. با پیروزی انقلاب اسلامی، پس از دوره‌ای قطع و کاهش در سطح روابط، دور جدیدی از روابط از سال ۱۳۷۱ آغاز و سطح روابط ارتقاء پیدا نمود.